# Original Gold
Original Gold è una raccolta del gruppo musicale britannico Spandau Ballet, pubblicata nel 1999. La raccolta include tutte le tracce degli album Parade e Journeys to Glory in un unico disco.

## Tracce
1. Only When You Leave – 5:12
2. Highly Strung – 4:11
3. I'll Fly for You – 5:37
4. Nature of the Beast – 5:15
5. Revenge for Love – 4:23
6. Always in the Back of My Mind – 4:30
7. With the Pride – 5:32
8. Round and Round – 5:30
9. To Cut a Long Story Short – 3:21
10. Reformation – 4:54
11. Mandolin – 4:09
12. Musclebound – 5:08
13. Age of Blows – 4:11
14. The Freeze – 4:37
15. Confused – 4:38
16. Toys – 5:45

Durata totale: 76:53